# Eric J. Christensen
Pour les articles homonymes, voir Christensen.
Eric J. Christensen (né en 1977) est un astronome américain.

## Biographie
Il est directeur du Catalina Sky Survey qui recherche des objets géocroiseurs. Il travaille au LPL (Lunar and Planetary Laboratory) de l'université de l'Arizona.
Christensen est connu pour avoir découvert plusieurs comètes périodiques : 
- 164P/Christensen
- 170P/Christensen
- 266P/Christensen
- 286P/Christensen
- 287P/Christensen
- 298P/Christensen
- 316P/LONEOS-Christensen
- 383P/Christensen

L'astéroïde (13858) Ericchristensen, découvert par le Catalina Sky Survey en 1999, a été nommé en son honneur. La citation de nommage officielle a été publiée par le Centre des planètes mineures le 22 juillet 2013 (M.P.C. 84377).